# Armida

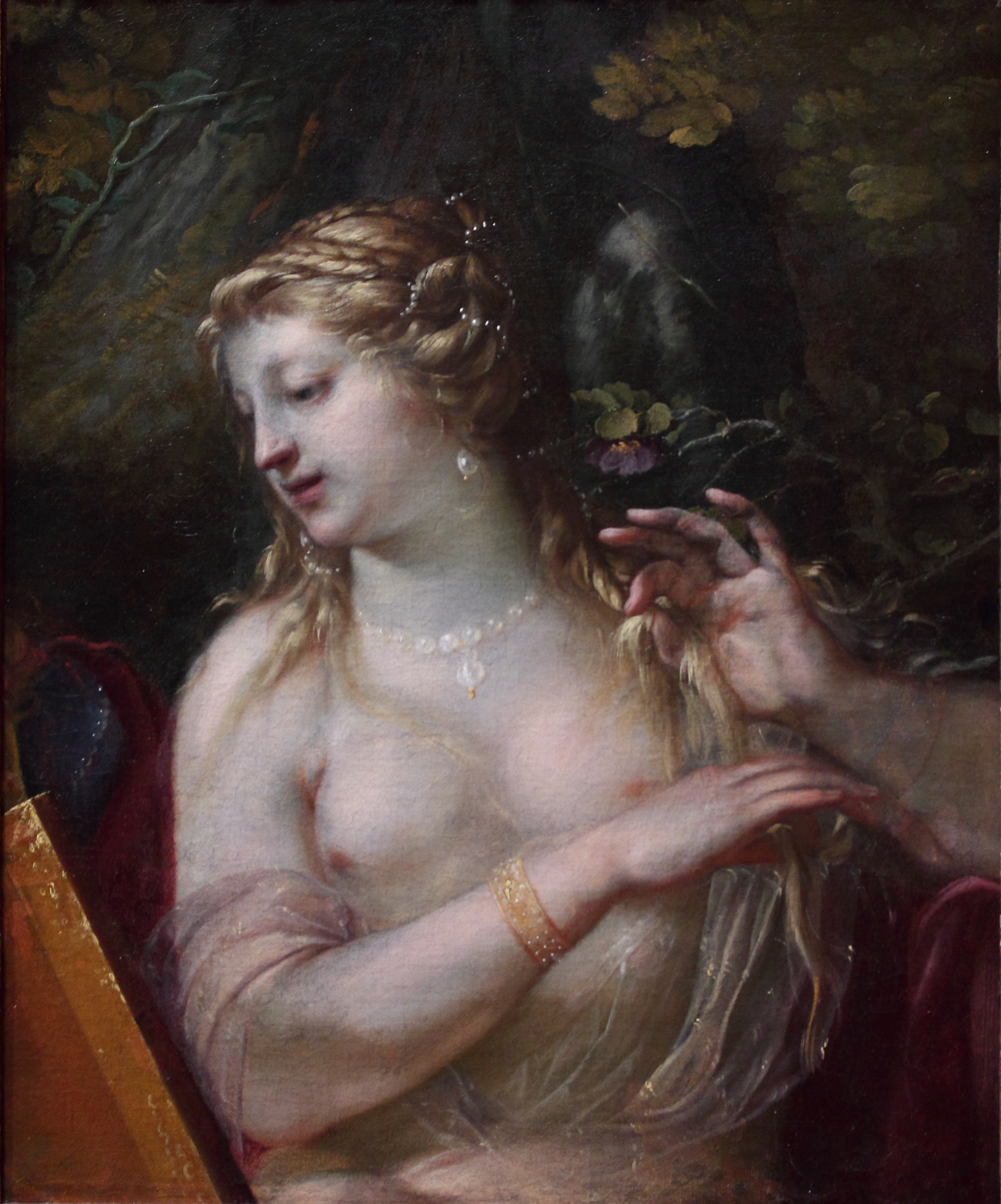
Armida per Jacques Blanchard, Museum of Fine Arts of Rennes

Armida és un personatge creat per Torquato Tasso en la seva obra Jerusalem alliberada al voltant del qual giren diverses òperes del repertori:
- Armide (1686) de Jean-Baptiste Lully
- Rinaldo and Armida (1698) de John Dennis
- Rinaldo (1711) de Georg Friedrich Händel
- Armida (1711) de Giacomo Rampini
- Armida al campo d'Egitto (1718) d'Antonio Vivaldi
- Armida (1761) de Tommaso Traetta
- Armida abbandonata (1770) de Niccolò Jommelli
- Armida (1771) d'Antonio Salieri
- Armida (1772) d'Antonio Sacchini
- Armide (1777) de Christoph Willibald Gluck
- Armida (1780) de Josef Mysliveček
- Renaud (1783), també de Sacchini
- Armida (1784) de Joseph Haydn
- Armida e Rinaldo (1786) de Giuseppe Sarti
- Armida (1802) de Francesco Bianchi
- Armida (1817) de Gioachino Rossini
- Armida (1904) d'Antonín Dvořák
- Armida (2005) de Judith Weir

En el poema èpic de Tasso, Armida és una bruixa sarraïna a la que envien a detenir els croats cristians i per assassinar al soldat dorment, Rinaldo, guerrer ferotge i decidit que és també honorable i guapo. Armida s'enamora del soldat. Crea un jardí encantat on el reté com a presoner malalt d'amor, de manera similar a com va fer Circe amb Ulisses. Al final dos dels seus camarades croats el troben i sostenen un escut sobre el seu rostre, de manera que pugui veure la seva imatge i recordar qui és. Rinaldo amb prou feines pot resistir-se als precs d'Armida, però els seus camarades insisteixen que ha de tornar als seus deures cristians. Rinaldo (o Renaud en la versió francesa) finalment convenç Armida a convertir-se al cristianisme.